# Шиллинг, Александр Николаевич
Александр Николаевич Шиллинг (1879—1933) — капитан 2-го ранга, вахтенный офицер крейсера «Варяг»

## Биография
Родился 27 августа 1879 года в Твери, происходил из дворян Эстляндской губернии. Образование получил в Морском кадетском корпусе, из которого выпущен 6 мая 1901 года мичманом в Балтийский флот. Состоял на миноносце «Грозный», на котором с 1902 года находился в заграничном плавании.
По прибытии на Дальний Восток Шиллинг в качестве вахтенного офицера был зачислен в состав экипажа крейсера «Варяг». 23 февраля 1904 года он был награждён орденом св. Георгия 4-й степени
В воздаяние геройского подвига, оказанного крейсером 1-го ранга «Варяг» и мореходною канонерскою лодкою «Кореец» в бою 27 января 1904 года с японскою эскадрой.
По возвращении в Россию Шиллинг был зачислен в 1-й Балтийский флотский экипаж и назначен 2-м флагманским минным офицером штаба командующего 2-й минной дивизией Балтийского моря. 6 декабря 1910 года произведён в старшие лейтенанты, а через три года получил чин капитана 2-го ранга. В 1911 году окончил Офицерский минный класс по 2-му разряду.
С 29 февраля 1916 года он являлся начальником минной конторы порта Императора Петра Великого в Ревеле.
После Октябрьской революции Шиллинг остался в Эстонии и скончался в Таллине 21 июля 1933 года.
Среди прочих наград Шиллинг имел ордена:
- Орден Святого Георгия 4-й степени (23 февраля 1904 года)
- Орден Святой Анны 3-й степени (6 декабря 1908 года)
- Орден Святого Станислава 2-й степени (14 апреля 1913 года)
- Орден Святой Анны 2-й степени (30 июля 1915 года)